# Peter Eisheuer
Peter Eisheuer (* 1957 in Viersen) ist ein deutscher Jazz- und Klassik-Schlagzeuger, Pianist und Komponist.

## Leben
Peter Eisheuer erhielt im Alter von sieben Jahren zunächst Violinunterricht, widmete sich aber im achten Lebensjahr ganz dem Schlagzeug, das er im Alter von 2 Jahren zum ersten Mal bearbeitete. Im Alter von 9 Jahren entstanden erste Tonaufnahmen mit dem Schriftsteller Reinhard Kaiser, der als Pianist fungierte. Mit 12 Jahren hatte Eisheuer, durch Vermittlung seines damaligen Schulrektors, die ersten bezahlten Auftritte im Tanzmusik-Genre. Es folgten kurz darauf Plattenaufnahmen für den Collata Verlag, wie zum Beispiel „Ihr seid das Licht der Welt“ und „Ihr seid das Salz der Erde“.
Im Frühjahr 1976 bestand Eisheuer die Aufnahmeprüfung an der Hochschule der Künste in Berlin. Im Herbst desselben Jahres dann auch an der Musikhochschule Köln, heute Hochschule für Musik und Tanz Köln. Seine Lehrer dort waren Christoph Caskel, Klaus Runze und Dario Gomez.
1980 wechselte Eisheuer zum Institut Aachen, um dort zu studieren. 1983 wechselte er zur Nordwestdeutschen Musikakademie Detmold, Institut Dortmund, und legte 1986 die Konzertexamensprüfung ab.
Eisheuer absolvierte internationale Auftritte als Jazzschlagzeuger zum großen Teil als fester Bestandteil des Trios um den amerikanischen Pianisten Ron Wilson mit Cecil Payne, Gene Conners, Margie Evans, Leo Wright, Wallace Davenport, Hal Singer, Bud Freeman, Eddie Vinson, Jeanne Carroll, Earle Warren und Benny Waters. Peter Eisheuer war für kurze Zeit festes Mitglied der Gene Conners Band, in der damals auch der Bassist Bert Thompson spielte. Ferner spielte er mit Matthias Schubert, Nicolas Simion, Heiner Wiberny u. a. Festival-Auftritte hatte Eisheuer u. a. bei den Leverkusener Jazztagen 1980 mit Jeanne Carroll, beim Internationalen Jazzfestival Viersen 1987 unter eigenem Namen u. a. mit dem Saxophonisten Jan von Klewitz.
Als klassischer Schlagzeuger trat Eisheuer u. a. bei den Wittener Tagen für neue Kammermusik 1981 mit der Sängerin Nelly Lee auf.
Eisheuer komponierte für den Schriftsteller Rolfrafael Schröer Musik zum Text „Kinderkreuzzug“, schrieb Stücke für das Schlagzeug-Ensemble „Cena“, das auf der LP der Kreismusikschule Viersen zu hören ist, sowie im Auftrag des Filmmuseums München, die Musik zum Film Die weisse Wüste (Stummfilm von Ernst Wendt aus dem Jahr 1922).

## Diskographie
- Zone Bleue 1980, Ron Wilson Trio,Concert
- Alvorada, 1983, Emi Electrola
- Alvorada, Sol y Sombra 1986